# مارک لوین

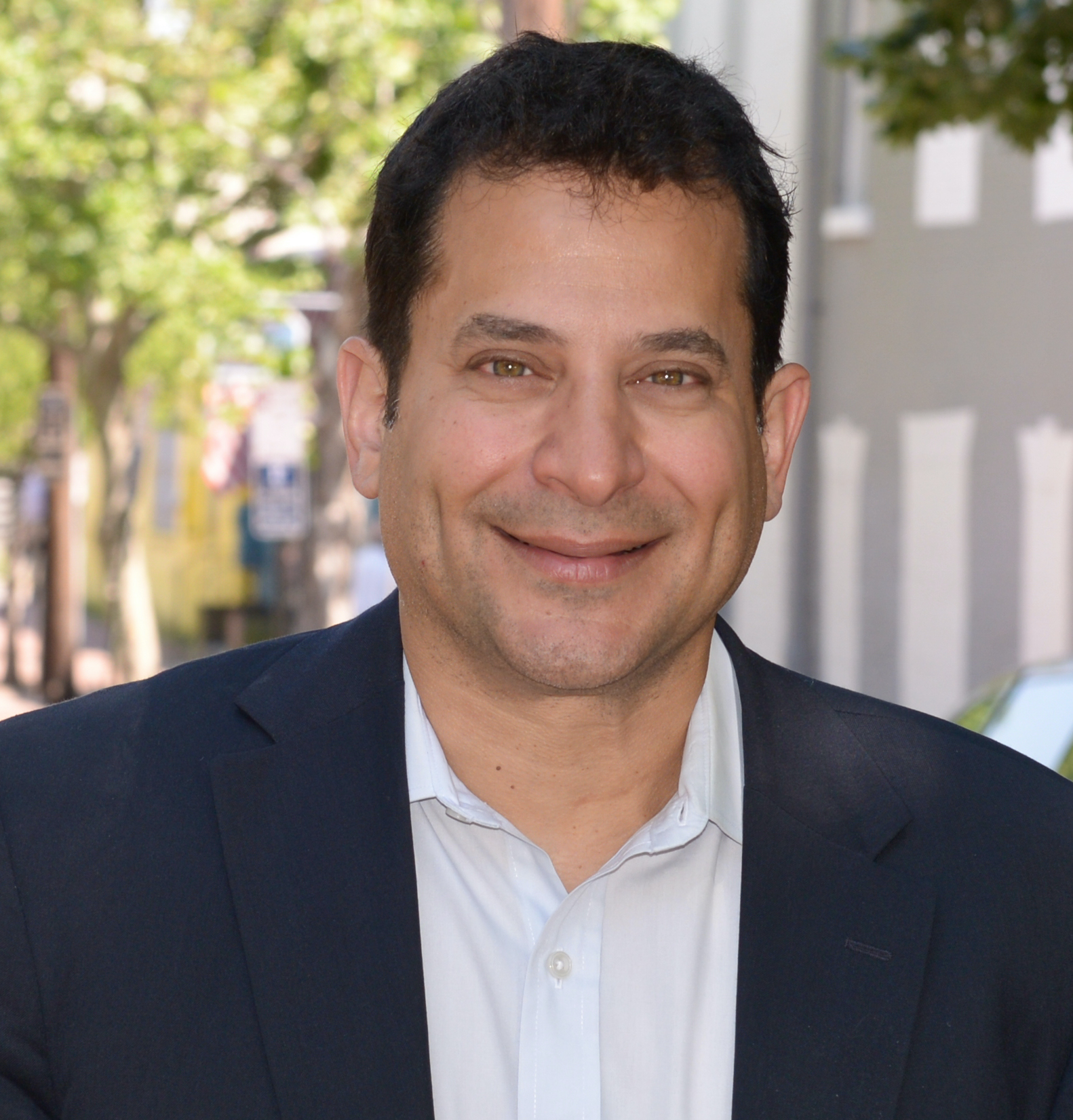
مارک لوین، روزنامه‌نگار یهودی آمریکایی - ۲۰۲۰

مارک لوین (به انگلیسی: Mark Levine) روزنامه‌نگار یهودی آمریکایی و گرداننده برنامه رادیوی سراسری Mark Levine's Inside Scoop on Washington است. او از ژانویه ۲۰۰۷ (میلادی) برای پرس تی‌وی برنامهٔ رویای آمریکایی (The American Dream) را از نیویورک تهیه می‌کند.